# Seman
Seman er en flod i det vestlige Albanien. Den er dannet ved sammenløbet af floderne Osum og Devoll, få kilometer nordvest for Kuçovë. Floden løber mod vest gennem Fier-Shegan og Mbrostar (nær Fier) før den løber ud i i Adriaterhavet ved Topojë.
I antikken var floden kendt som Apsus.
Deltaet ved udløbet i Adriaterhavet har flyttet sig op til 25. kilometer, flere gange i de sidste århundreder på grund af flodens aktive og dynamiske strømninger.